# NGC 511

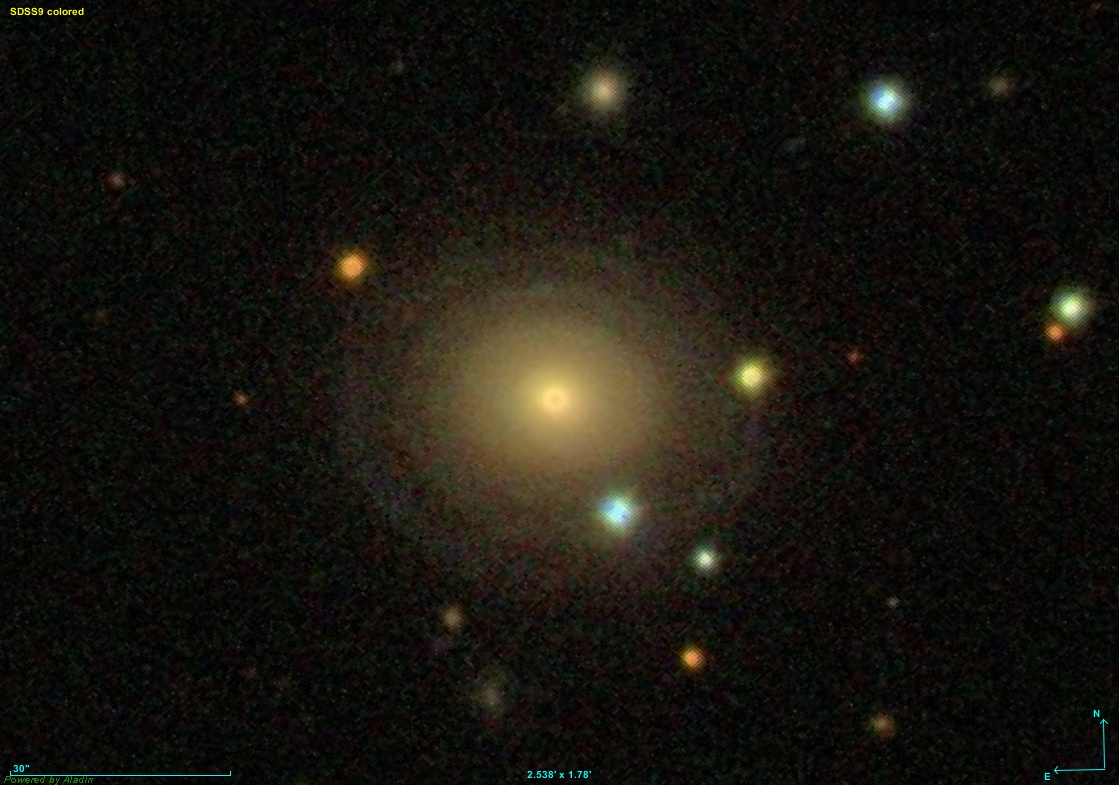
NGC 511

NGC 511 este o galaxie lenticulară, posibil eliptică, situată în constelația Peștii. A fost descoperită în 26 octombrie 1876 de către Édouard Stephan.